# Ґурні Галлек
Ґурні Галлек (англ. Gurney Halleck) — вигаданий персонаж у всесвіту «Дюни», створений Френком Гербертом. Він є головним персонажем в романах Дюна (1965) і Діти Дюни (1976), також з'являється в деяких приквел- і сиквел-романах Браяна Герберта і Кевіна Джеймс Андерсона.
Ґурні зіграний Патріком Стюартом у фільмі Девіда Лінча «Дюна» 1984 року. П. Г. Моріарті зіграв цю роль у мінісеріалі 2000 року «Дюна» та його продовженні 2003 року «Діти Дюни» від «Sci Fi Channel», а Джош Бролін — у фільмі Дені Вільнева «Дюна» 2021 року та у продовженні «Дюна: Частина друга» 2024 року.

## Характеристика
Галлек — талановитий менестрель, майстерний у використанні балісета. На його підборідді виднівся шрам від удару чорнильним хлистом, нанесеного Ґлоссу Раббаном в рабських ямах Харконненів. Вірний друг герцога Лето Атрід і його наложниці Леді Джессіки, через багато років після смерті Лето в Дітях Дюни висловлюється припущення, що Ґурні та Джессіка стали коханцями. Пол Атрід називає його "Ґурні доблесний" у Дюні, а герцог Лето зауважує, що Пол назвав Ґурні добре.

## Адаптації
- Ґурні зображений Патріком Стюартом у фільмі Девіда Лінча «Дюна» 1984 року[1].
- П. Г. Моріарті[en] зіграв цю роль у мінісеріалі від 2000 року «Sci Fi Channel» «Дюна» та його продовженні 2003 року «Діти Дюни».
- Цей персонаж буде зіграний Джошем Броліном у фільмі Дені Вільнева «Дюна» 2020 року[2].